# Diabelski Kamień (Gorce)

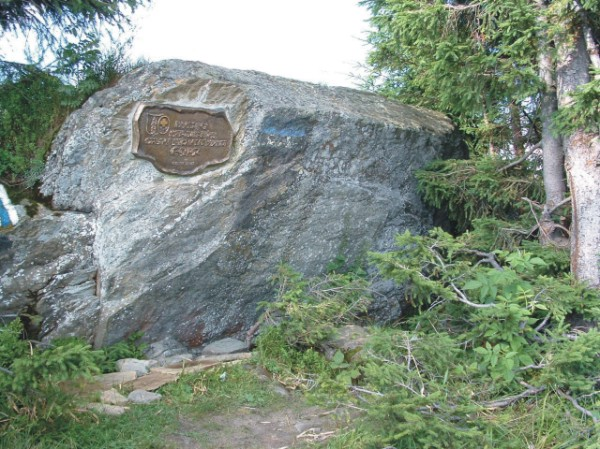
Diabelski Kamień

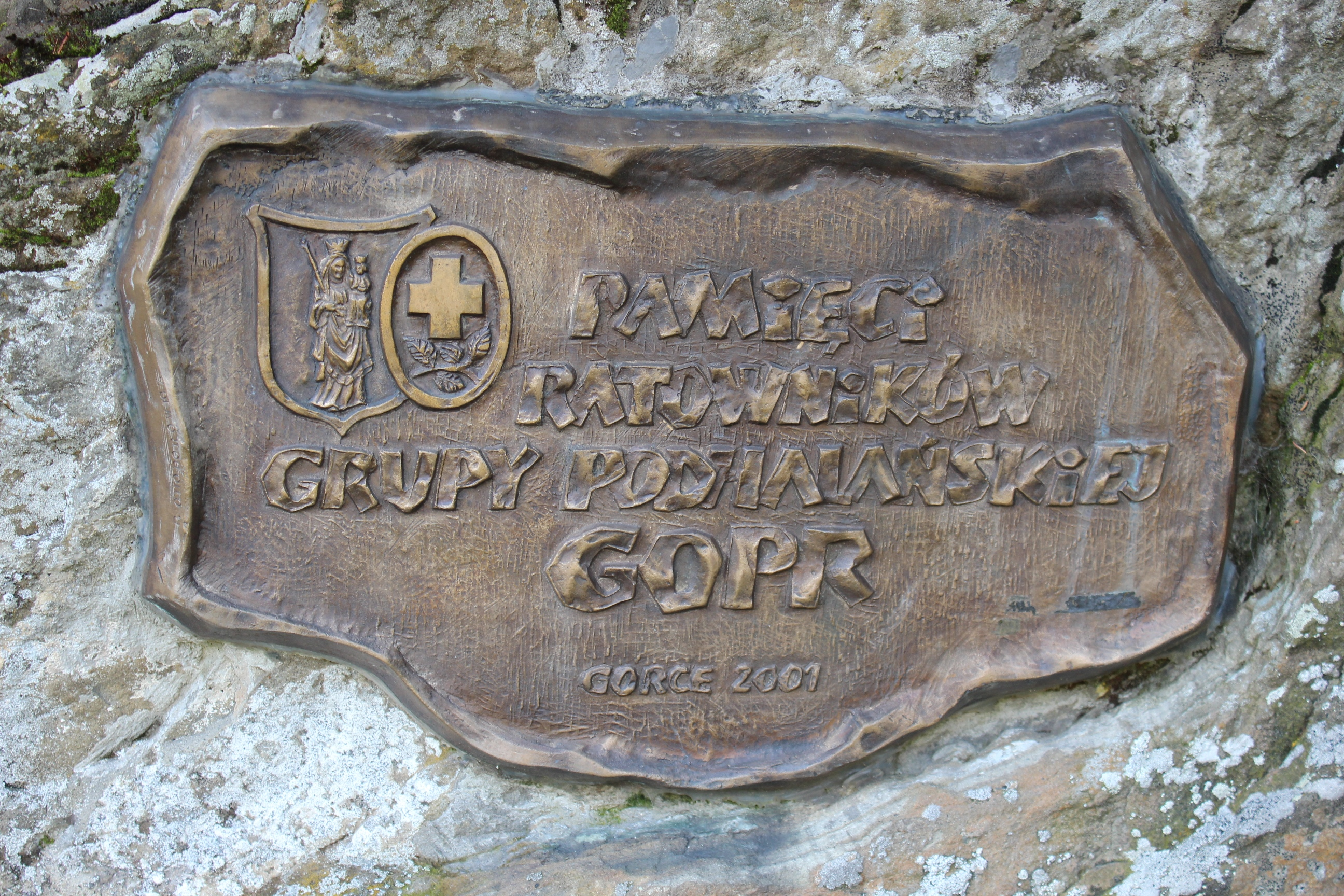
Tablica upamiętniająca ratowników Górskiego Ochotniczego Pogotowia Ratunkowego

Diabelski kamień – skała znajdująca się na Czole Turbacza w Gorcach, w granicach wsi Poręba Wielka w województwie małopolskim, w powiecie limanowskim, w gminie Niedźwiedź. W odróżnieniu od innych większych skał takich jak Kudłoński Baca, czy Białe Skały nie jest ona oznaczana na mapach turystycznych. Związana z różnymi legendami o gorczańskich skarbach znajdujących się pod nią.

## Skała w legendach
Po raz pierwszy skała przytaczana jest przez Władysława Orkana w powieści „W roztokach”, w rozmowie Franka z Diabłem: A nie wiecie co o tym kamieniu, co na czole Turbacza spoczywa? Ho! – odrzekł z tajemniczym uśmiechem na twarzy – Żeby ten skarb wydostać, co tam pod nim leży!... Ale to nie porada, sam Lucyper strzeże. On przeniósł ten kamień z Rzymu i mocno przycisnął. Są tam na nim litery, których nikt nie zgadnie. Kto je będzie znał odczytać, temu się otworzy. Ale taki się nie znajdzie...
Władysław Orkan odczytał wyryte w kamieniu niewyraźne inskrypcje jako „Koldras Lacki”. Spadkobiercą tajemnicy, nie do końca odsłoniętej, próbował uczynić Franka Rakoczego z powieści W roztokach: Ujrzał kamień czworogranny, podobny olbrzymiej skrzyni wykutej ze skały. Coś go pchało i odciągało zarazem. Naraz począł drżeć cały, dygotać w febrze. Lęk go ogarnął taki straszliwy, że zbielał na twarzy. Machinalnie poruszał wargami i szeptał: Lacki.... Koldras Lacki.
W literaturze turystycznej jako pierwszy zamieścił informację o napisie Kazimierz Sosnowski w swojej monografii Gorców z początku XX wieku. Podał on, że napis prawdopodobnie wyryli konfederaci barscy obozujący niegdyś w tamtych okolicach, którzy pod tą skałą pochowali swojego zmarłego towarzysza. Miała o tym świadczyć m.in. odczytana liczba „17” (fragment daty „17...”?). Sosnowski przytoczył również inną, wyraźnie odczytaną datę: „1833”. Informacje te pojawiły się również w słynnym „Przewodniku po Beskidzie Zachodnim” Sosnowskiego: Na górnym brzegu tego kamienia porosłe mchem litery tworzą czytelny jeszcze napis: „Koldras Lacki”, a obok zatarta data 17... i druga dość wyraźna: 1833. Co ów napis oznacza, trudno dociec.
Dopiero w 1937 r. napis został zbadany dokładniej przez Witolda Mileskiego. Odczytał on ze skały nieco inny tekst, niż Sosnowski: – POŁY + KOL DRAS ŁĄCKI 1833 M’EICE T 75 LAT. Nie znalazł w ogóle liczby „17”. On również nie podjął próby interpretacji tajemniczej inskrypcji.
Już rok później Sebastian Flizak – etnograf, badacz miejscowej kultury, odszukał w aktach gromadzkich Poręby Wielkiej dokumenty potwierdzające nazwisko Franciszka Kołdrasa. Dokumenty te pochodzą z lat 1848 i 1849. Flizak podał wówczas, że ani w Porębie Wielkiej ani w okolicy nie ma chłopów Kołdrasów, zaś tytułowanie „IMC Pan Franciszek Kołdras” zdawało się świadczyć o jego szlacheckim, obcym pochodzeniu („Lacki” – byłoby określeniem jako obcego przybysza?), zwłaszcza że w kolejnym dokumencie z 1852 r. pojawiło się nazwisko Franciszek Kołdrasiński. Dopiero po wojnie tenże sam S. Flizak opublikował informację o odnalezieniu wcześniejszego (z 1831 r.) dokumentu z którego wynika, że Franciszek Kołdras był najprawdopodobniej urzędnikiem dworskim, który w latach 1831–1852 pracował w kancelarii dworu.
Niemniej jednak napis dalej był przedmiotem badań, prowadzących do różnych interpretacji i wniosków. W 1969 r. zbadał go ponownie Tomasz Nowalnicki, który przyjął, że napis był kilkakrotnie poprawiany, przez co zmieniła się jego treść. Pierwotnie mogło to być „ROMUALD PRUS LISICKI” i odnosić się do właściciela wsi Łopuszna na przełomie XVIII i XIX w. Lisicki (1752-1832), wspominany przez Goszczyńskiego w „Dzienniku podróży do Tatrów”, w młodości przystał do konfederatów, którzy w 1768 r. obozowali w rejonie Turbacza. Jak wspomniał Nowalnicki, miejscowi górale nazywali członków konfederacji „kondrakami”. Być może więc, że podczas kolejnego „poprawiania” napisu (w 1833 r. – już po śmierci Lisickiego!) któryś z nich, pamiętając podanie o pochowanym tu polskim („Lackim”) konfederacie, wykuł „KONDRAK LACKI”?.
Józef Nyka w swym przewodniku „Gorce” potwierdzał, że dotychczasowe próby odczytania napisu nie przyniosły jednoznacznego rezultatu. Podał również, że latem 1973 r. napis został uszkodzony, zapewne przez pasterzy.
Niektórzy wiążą to miejsce z gorczańskimi zbójnikami, którzy chowali swoje skarby w różnych miejscach w Gorcach według podań pod tą wychodnią również mieli kosztowność zostawić. Gorczańskie skarby było spod ziemi wziąć tylko w Niedzielę Palmową, kiedy Ewangelia jest czytana w kościele. Ze skałą jest związana legenda, która mówi że wychodnia się w tym czasie podnosi (otwiera). Kosztowność i piedniądze w ziemi chowali także zwykli ludzie w czasach kiedy jeszcze nie było banków. Według tracycji Zagórzańskiej kosztowność miała być strzeżona przez złe duchy (diabły).
Jedna z legend opowiada o tym jak pewna kobieta z górnej Koniny poszła razem ze swoją 4-letnią córką po skarby w Palmową Niedzielę. W tym czasie Diabli tam przesuszali pieniądze. Po otwarciu skały weszły one razem do środka i kobieta zaczęła zbierać do spódnicy pieniądze i poszła je wysypać. Dziecko zostawiła, ponieważ chciała tam później wrócić, jednak zostawiła za sobą kamień zamknięty. Na następną Niedzielę Palmową poszła kobieta ponownie na Czoło Turbacza, ale teraz już tylko po dziecko. Jak się kamień podniósł, weszła do piwnicy i zobaczyła dziewczynkę, która bawiła się pieniędzmi, porwała ją i uciekła, po czym nikt już nigdy więcej nie chciał już iść do diabelskiego kamienia.
Legenda autorstwa Stanisława Pagaczewskiego pt. O Ziemnych Duchach z Turbacza napisana została w książce: Diabelski Kamień. Według niej skarby strzegą zimne duchy. Legenda ta opowiada o tym jak pewna osoba (mężczyzna) z Koniny o przezwisku: Turbac udaje się do skały po skarb i wzbogaca Koninę, dzięki czemu kamień staje się pozytywnym miejscem. O zimnych duchach jest także mowa w jednej z legend o Zbójeckiej Jamie znajdującej u podnóża Jaworzyny.

## Tablica pamiątkowa
W 2001 na skale umieszczono metalową tablicę, upamiętniającą ratowników Górskiego Ochotniczego Pogotowia Ratunkowego. Na nieregularnym kształcie znajduje się tarcza herbowa z wizerunkiem Matki Bożej Ludźmierskiej Gaździny Podhala z sanktuarium w Ludźmierzu, znak GOPR oraz napis majuskułą:
PAMIĘCI / RATOWNIKÓW / GRUPY PODHALAŃSKIEJ / GOPR / GORCE 2001